# Хираока, Хироаки
Хироаки Хираока (яп. 平岡 拓晃 Хираока Хироаки, род. 6 февраля 1985 года, Хиросима) — японский дзюдоист, призёр Олимпийских игр и чемпионатов мира, чемпион Азии. Выступает за клуб Ryotokuji Gakuen Judo Club.

## Спортивная биография
Самый большой успех к японскому дзюдоисту пришёл в 2012 году, когда Хироаки Хираока принял участие в летних Олимпийских играх в Лондоне. Спортсмен уверенно прошёл все стадии соревнований в категории до 60 кг и вышел в финал, где его соперником стал россиянин Арсен Галстян. Решающая схватка продолжалась всего 41 секунду. Галстян сумел выполнить бросок и получил за него иппон, а Хираока стал обладателем серебряной медали игр.
Также на его счету две серебряные медали на чемпионатах мира 2009 и 2011 годов и победа на чемпионате Азии 2008 года в весовой категории до 60 кг.
В 2010 году на чемпионате мира в Токио он выиграл бронзовую медаль и серебряную медаль на Азиатских игр в Гуанчжоу (в категории до 60 килограммов).

## Спортивные достижения
| Соревнования                         | Золото | Серебро | Бронза |
| ------------------------------------ | ------ | ------- | ------ |
| Летние Олимпийские игры              | 0      | 1       | 0      |
| Чемпионаты мира                      | 0      | 2       | 1      |
| Азиатские игры                       | 0      | 1       | 0      |
| Кубки мира / Гран-При / Большой шлем | 4      | 5       | 3      |
| Чемпионаты Азии                      | 1      | 1       | 0      |
| Первенства Азии (U20)                | 1      | 0       | 0      |
| Первенства мира (U20)                | 0      | 0       | 1      |
| Национальные чемпионаты              | 3      | 1       | 1      |

## Личная жизнь
- Жена — Масио, дочь — Хана
- Закончил Цукубский университет